# Навиљијано Алто (Торино)
Навиљијано Алто је насеље у Италији у округу Торино, региону Пијемонт.
Према процени из 2011. у насељу је живело 14 становника. Насеље се налази на надморској висини од 259 м.